# أندرياس جروبر
أندرياس جروبر (بالألمانية: Andreas Gruber)‏ (29 يونيو 1995 في النمسا - ) هو لاعب كرة قدم نمساوي في مركز الهجوم. شارك مع منتخب النمسا تحت 20 سنة لكرة القدم ومنتخب النمسا تحت 21 سنة لكرة القدم. أما مع النوادي، فقد لعب مع شتورم غراتس.

## وصلات خارجية
- أندرياس جروبر على موقع الاتحاد الأوربي (الإنجليزية)
- أندرياس جروبر على موقع قاعدة بيانات كرة القدم.إي يو (الإنجليزية)
- أندرياس جروبر على موقع Soccerway.com (الإنجليزية)
- أندرياس جروبر على موقع عالم كرة القدم.نت (الإنجليزية)